# Francis Carpenter
Pour les articles homonymes, voir Carpenter.
Francis Carpenter (né le 9 juillet 1910 à Glenwood Springs, Colorado aux États-Unis et mort le 18 mai 1973 à Santa Maria, en Californie, aux États-Unis) est un acteur américain.

## Biographie
Enfant acteur, Francis Carpenter apparaît dans des courts-métrages dès l'âge de quatre ans.

## Filmographie
- 1914 : The Tale of a Tailor
- 1914 : The Courting of Prudence
- 1914 : The Dream Ship

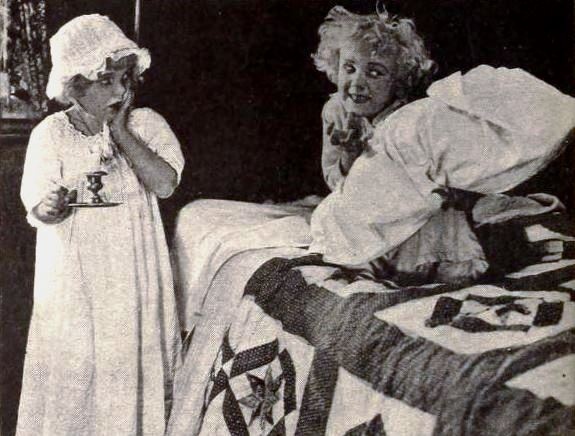
Francis Carpenter dans Treasure Island (1918).

- 1915 : The Commanding Officer : The Boy
- 1915 : The Baby
- 1915 : Dirty Fan Dan
- 1915 : Hearts and Flowers
- 1915 : Old Heidelberg
- 1916 : Let Katie Do It : Enfant de Adams
- 1916 : Martha's Vindication : Francis
- 1916 : The Children in the House : Enfant
- 1916 : Macbeth, de John Emerson : le fils de Macduff
- 1916 : Going Straight (en) : Enfant de Remingtons
- 1916 : The Little School Ma'am : Rôle indéterminé
- 1916 : Intolérance (Intolerance: Love's Struggle Throughout the Ages), de D. W. Griffith : Enfant (épilogue)
- 1916 : The Patriot : Billy Allen
- 1916 : Gretchen the Greenhorn : Un gosse de Garrity
- 1916 : La Conquête de l'or (en) (A Sister of Six) de Sidney Franklin : Benjamin
- 1917 : Cheerful Givers, de Paul Powell : Orphelin
- 1917 : Jack and the Beanstalk : Francis / Jack
- 1917 : Aladin (Aladdin and the Wonderful Lamp) : Aladdin
- 1917 : Les Enfants dans la forêt (The Babes in the Woods) de Chester M. Franklin et Sidney Franklin : Roland / Hansel
- 1918 : Treasure Island (en) : Jim Hawkins
- 1918 : The Girl with the Champagne Eyes, de Chester M. Franklin : Enfant de Mineur
- 1918 : True Blue, de Frank Lloyd : Bob enfant
- 1918 : Fan Fan : Hanki Pan
- 1919 : The Forbidden Room : Francis Clark
- 1921 : Rip Van Winkle : Hendrick Vedder
- 1921 : The Infamous Miss Revell : Enfant de Revell
- 1923 : The Lone Star Ranger (en) de Lambert Hillyer : Fils de Laramie